# 霧降の滝

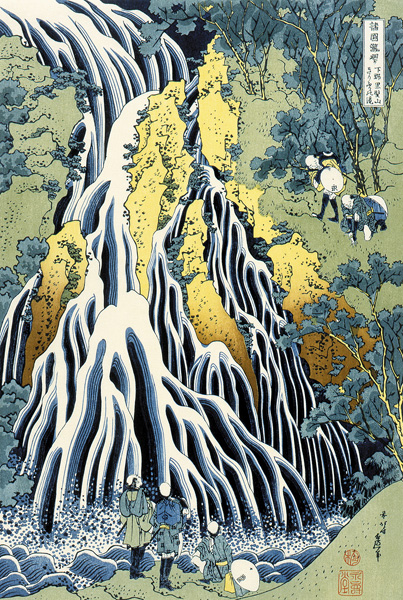
葛飾北斎の描いた霧降の滝

霧降ノ滝（きりふりのたき）は、栃木県日光市所野の利根川水系の板穴川の支流・霧降川にある滝。華厳滝、裏見滝とともに日光三名瀑の一つ。また、日本の滝百選にも選ばれている。

## 概要
滝は上下二段に分れていて、上滝は25m、下滝は26mで、全長は75mである。観瀑台が設置されており駐車場から遊歩道で5分ほどの場所にある。なお、1915年（大正4年）にフランス人外交官・ガロアによって発見された珍虫・ガロアムシが滝付近に生息している。

## 名前の由来
岩壁に当たって飛び散る水しぶきが霧が降っているように見えることから霧降の滝と呼ばれるようになったと言われている。

## アクセス
車
日光道日光インターチェンジから霧降高原道路で約4km。
公共交通
日光駅または東武日光駅から東武バス霧降高原行き、「霧降の滝」停留所下車（冬季期間は当地が終点）。